# Liga de Fútbol Femenino (Panamá) 2018
La Liga de Fútbol Femenino (LFF) fue una edición del máximo torneo a nivel de clubes en el fútbol femenino de Panamá. 

## Formato de competencia
Para la edición 2018, participaron un total de 18 equipos.
Los 16 equipos se dividieron en dos grupos 
El  Grupo A estuvo conformado por los siguientes equipos: CD Universitario, SD Atlético Nacional, San Francisco FC, CAI La Chorrera, CD Plaza Amador, Santa Gema FC, SD Atlético Veragüense y SD Panamá Oeste. 
El Grupo B estuvo conformado por los siguientes equipos: Colón C3, Tauro FC, Río Abajo FC, Leones de América, Costa del Este FC, Deportivo Árabe Unido, Sporting SM, CD Centenario.
En la ronda regular se enfrentaron los equipos de cada grupo todos contra todos a una sola vuelta (total de siete partidos por equipo), clasificando a los cuartos de final los primeros cuatro equipos de cada grupo.
En dicha fase el primer lugar de cada grupo jugó ante el cuarto clasificado de su misma división, para completar ocho partidos.
Los sobrevivientes de los cuartos de final jugaron de manera cruzada por las semifinales del torneo a partidos de ida y vuelta.
Los ganadores de esta fase avanzaron a la final del torneo.

## Equipos participantes
A continuación los equipos participantes con sus respectivas sedes.
| Nombre                 | Sede             | Estadio                                | Capacidad |
| ---------------------- | ---------------- | -------------------------------------- | --------- |
| Colón C3               | Ciudad de Colón  | Estadio Armando Dely Valdés            | 1,221     |
| Tauro FC               | Ciudad de Panamá | Estadio Luis Ernesto 'Cascarita' Tapia | 900       |
| CD Universitario       | Penonomé         | Estadio Miraflores                     | 1,000     |
| San Francisco FC       | La Chorrera      | Estadio Agustín 'Muquita' Sánchez      | 3,000     |
| CAI La Chorrera        | La Chorrera      | Estadio Agustín 'Muquita' Sánchez      | 3,000     |
| CD Plaza Amador        | Ciudad de Panamá | Estadio Maracaná de Panamá             | 5,500     |
| Santa Gema FC          | Chitré           | Estadio Los Milagros                   | 1,000     |
| SD Panamá Oeste        | La Chorrera      | Estadio Agustín 'Muquita' Sánchez      | 3,000     |
| SD Atlético Nacional   | La Chorrera      | Estadio Agustín 'Muquita' Sánchez      | 3,000     |
| SD Atlético Veragüense | Santiago         | Estadio Los Milagros                   | 1,000     |
| Costa del Este FC      | Ciudad de Panamá | Estadio Luis Ernesto 'Cascarita' Tapia | 900       |
| Deportivo Árabe Unido  | Ciudad de Colón  | Estadio Armando Dely Valdés            | 1,221     |
| Leones de América      | Ciudad de Panamá | Estadio Luis Ernesto 'Cascarita' Tapia | 900       |
| Sporting SM            | San Miguelito    | Estadio Luis Ernesto 'Cascarita' Tapia | 900       |
| CD Centenario          | Ciudad de Colón  | Estadio Armando Dely Valdés            | 1,221     |
| Río Abajo FC           | Ciudad de Panamá | Estadio Luis Ernesto 'Cascarita' Tapia | 900       |

## Grupo A
|    | Equipos                | PJ | G | E | P | GF | GC | Dif. | Pts. |
| -- | ---------------------- | -- | - | - | - | -- | -- | ---- | ---- |
| 1. | CD Universitario       | 7  | 7 | 0 | 0 | 33 | 7  | +26  | 21   |
| 2. | SD Atlético Nacional   | 7  | 6 | 0 | 1 | 32 | 6  | 26   | 18   |
| 3. | San Francisco FC       | 7  | 3 | 1 | 3 | 14 | 15 | -1   | 10   |
| 4. | CAI La Chorrera        | 7  | 2 | 2 | 3 | 10 | 9  | 1    | 8    |
| 5. | CD Plaza Amador        | 7  | 2 | 1 | 4 | 7  | 13 | -6   | 7    |
| 6. | Santa Gema FC          | 7  | 2 | 1 | 4 | 9  | 20 | -11  | 7    |
| 7. | SD Atlético Veragüense | 7  | 2 | 1 | 4 | 8  | 28 | -20  | 7    |
| 8. | SD Panamá Oeste        | 7  | 0 | 2 | 5 | 5  | 20 | -15  | 2    |

## Grupo B
|    | Equipos               | PJ | G | E | P  | GF | GC | Dif. | Pts. |
| -- | --------------------- | -- | - | - | -- | -- | -- | ---- | ---- |
| 1. | Colón C3              | 7  | 5 | 1 | 1  | 31 | 8  | +23  | 16   |
| 2. | Tauro FC              | 7  | 5 | 0 | 2  | 38 | 7  | 31   | 15   |
| 3. | Río Abajo FC          | 7  | 4 | 2 | 1  | 13 | 5  | 8    | 14   |
| 4. | Leones de América FC  | 7  | 4 | 0 | 3  | 29 | 10 | 19   | 12   |
| 5. | Costa del Este FC     | 7  | 3 | 0 | 4  | 13 | 11 | 2    | 9    |
| 6. | Deportivo Árabe Unido | 7  | 2 | 2 | 10 | 13 | 14 | -1   | 8    |
| 7. | Sporting SM           | 7  | 2 | 1 | 4  | 33 | 25 | 8    | 7    |
| 8. | CD Centenario         | 7  | 0 | 0 | 7  | 2  | 92 | -90  | 0    |

## Fase final
|  | Cuartos de final                 | Cuartos de final                 | Cuartos de final                 |   |          | Semifinales         | Semifinales         | Semifinales         |  |  | Final            | Final           | Final           |
|  | 30 de noviembre y 5 de diciembre | 30 de noviembre y 5 de diciembre | 30 de noviembre y 5 de diciembre |   |          | 7 y 12 de diciembre | 7 y 12 de diciembre | 7 y 12 de diciembre |  |  | 19 de diciembre  | 19 de diciembre | 19 de diciembre |
|  |                                  |                                  |                                  |   |          |                     |                     |                     |  |  |                  |                 |                 |
|  | Colón C3 (p)                     | 3                                | 0 (5)                            |   |          |                     |                     |                     |  |  |                  |                 |                 |
|  | Leones de América                | 2                                | 1 (4)                            |   |          |                     |                     |                     |  |  |                  |                 |                 |
|  | Leones de América                | 2                                | 1 (4)                            |   | Colón C3 | 0                   | 2                   |                     |  |  |                  |                 |                 |
|  |                                  |                                  |                                  |   | Colón C3 | 0                   | 2                   |                     |  |  |                  |                 |                 |
|  |                                  | CD Universitario                 | 8                                | 3 |          |                     |                     |                     |  |  |                  |                 |                 |
|  | CD Universitario                 | CD Universitario                 | 8                                | 3 | 7        | 8                   |                     |                     |  |  |                  |                 |                 |
|  | CD Universitario                 |                                  |                                  |   | 7        | 8                   |                     |                     |  |  |                  |                 |                 |
|  | CAI La Chorrera                  | 2                                | 1                                |   |          |                     |                     |                     |  |  |                  |                 |                 |
|  |                                  |                                  |                                  |   |          |                     |                     |                     |  |  | CD Universitario | 6               |                 |
|  |                                  |                                  | SD Atlético Nacional             | 1 |          |                     |                     |                     |  |  |                  |                 |                 |
|  | Río Abajo FC                     | 1                                | 1                                |   |          |                     |                     |                     |  |  |                  |                 |                 |
|  | Tauro FC                         | 4                                | 8                                |   |          |                     |                     |                     |  |  |                  |                 |                 |
|  | Tauro FC                         | 4                                | 8                                |   | Tauro FC | 1                   | 1                   |                     |  |  |                  |                 |                 |
|  |                                  |                                  |                                  |   | Tauro FC | 1                   | 1                   |                     |  |  |                  |                 |                 |
|  |                                  | SD Atlético Nacional             | 5                                | 3 |          |                     |                     |                     |  |  |                  |                 |                 |
|  | SD Atlético Nacional             | SD Atlético Nacional             | 5                                | 3 | 8        | 3                   |                     |                     |  |  |                  |                 |                 |
|  | SD Atlético Nacional             |                                  |                                  |   | 8        | 3                   |                     |                     |  |  |                  |                 |                 |
|  | San Francisco FC                 | 3                                | 1                                |   |          |                     |                     |                     |  |  |                  |                 |                 |

#### Final
| Fecha           | Hora  | Equipo local  | Resultado | Equipo visitante  | Estadio  |
| --------------- | ----- | ------------- | --------- | ----------------- | -------- |
| 19 de diciembre | 18:00 | Universitario | 6:1       | Atlético Nacional | Maracaná |

|                                     |
|                                     |
| CD Universitario Campeón 1.° título |